# Betty Taylor
Elizabeth "Betty" Gardner Taylor, född 22 februari 1916 i Ingersoll i Ontario, död 2 februari 1977, var en kanadensisk friidrottare.
Taylor blev silvermedaljör på 80 meter häcklöpning vid den IV.e damolympiaden 1934 i London och olympisk bronsmedaljör på 80 meter häck vid olympiska sommarspelen 1936 i Berlin.